# Континентальная армия в сражении при Лонг-Айленде
Во время Лонг-Айлендского сражения 27 августа 1776 года Континентальная армия под командованием Джорджа Вашингтона насчитывала примерно 20000 боеспособных военных. Основу этой армии составляли регулярные полки Континентальной армии, но имелись и отряды ополчения из Нью-Йорка, Коннектикута, Нью-Джерси и Пенсильвании. Часть военных ранее участвовала в осаде Бостона. Часть войск была ранее выделена для экспедиции на Квебек, а после разгрома экспедиции вернулась к Нью-Йорку.
К утру 27 августа Континентальная армия в Нью-Йорке и его окрестностях состояла из 71 полка, из которых 25 были регулярными (континентальными), а остальные полками ополчения. Армия насчитывала примерно 28 000 человек, из которых 8000 или 9000 числились больными. Полки были набраны в основном в Массачусетсе, Род-Айленде, Коннектикуте, Нью-Йорке, Нью-Джерси, Пенсильвании, Делавэре и Мэриленде.

## Континентальная армия
Главнокомандующий: Джордж Вашингтон
- Генерал-адъютант: полковник Джозеф Рид
- Квартирмейстер: полковник Стивен Мойлан
- Начальник снабжения: полковник Джозеф Трамбулл[англ.]
- Главный инженер: Руфус Патнэм[англ.]

### Дивизия Патнэма
Командующий: генерал-майор Исраэль Патнэм. Численность: 5615 чел. Стояла на Манхэттене.
Адъютант: майор Аарон Бёрр
- Бригада полковника Джозефа Рида[''i'' 1]. (1997 чел.)
  - 3-й Континентальный полк, полковник Эбенезер Лернед (521 чел.)
  - 13-й Континентальный полк, полковник Джозеф Рид (505 чел.)
  - 23-й Континентальный полк, полковник Джон Бейли (503 чел.)
  - 26-й Континентальный полк, полковник Лоамми Болдуин (468 чел.)
- Бригада бр-генерала Джона Морина Скотта[англ.] (1527 чел.)
  - Нью-Йоркское ополчение, полковник Джон Лешер (510 чел.)
  - Нью-Йоркское ополчение, полковник Уильям Малкольм (297 чел.)
  - Нью-Йоркское ополчение, полковник Самуэль Дрейк (459 чел.)
  - Нью-Йоркское ополчение, полковник Корнелиус Хэмфрей (261 чел.)
- Бригада бр-генерала Джона Феллоуса[англ.] (2091 чел.)
  - Массачусетское ополчение округа Вустер, полковник Джонатан Холман (606 чел.)
  - Массачусетское ополчение округов Бристоль и Плимут (569 чел.)
  - Массачусетское ополчение округа Беркшир, полковник Джонатан Смит (551 чел.)
  - 14-й Континентальный полк, полковник Джон Гловер (365 чел.)

### Дивизия Хета
Командующий: генерал-майор Уильям Хет. Численность: 4265 чел. Прикрывала северное направление и не участвовала в сражении.
- Бригада бр-генерала Томаса Миффлина
  - 5-й Пенсильванский батальон, полковник Роберт Мэго (480 чел.) Отправлена в Бруклин 28 августа
  - 3-й Пенсильванский батальон, полковник Джон Ши (496 чел.)
  - 27-й Континентальный полк, полковник Исраэль Хатчинсон (513 чел.) Задействован для перевозки войск при отступлении
  - 16-й Континентальный полк, полковник Пол Дадли Саргент (527 чел.)
  - Коннектикутский полк Уорда, полковник Эндрю Уорд (437 чел.)
- Бригада бр-генерала Джорджа Клинтона
  - Нью-Йоркское ополчение округа Ориндж, полковник Исаак Никол (289 чел.)
  - Нью-Йоркское ополчение округа Уэстчестер, полковник Томас Томас (354 чел.)
  - Нью-Йоркское ополчение округа Датчесс, полковник Джеймс Свартвот (364 чел.)
  - Нью-Йоркское ополчение округа Ольстер, полковник Леви Полдинг (368 чел.)
  - Нью-Йоркское ополчение округа Датчем, полковник Моррис Грэм (437 чел.)

### Дивизия Спенсера
Командующий: генерал-майор Джозеф Спенсер. Численность: 5889 чел. Стояла на нижнем Манхэттене, часть подразделений участвовала в сражении.
- Бригада бр-генерала Самуэля Парсонса[англ.]
  - 10-й Континентальный полк, полковник Джон Тайлер (569 чел.)
  - 17-й Континентальный полк, полковник Джедедия Хантингдон (348 чел.)
  - 20-й Континентальный полк, полковник Джон Дарки (520 чел.)
  - 21-й Континентальный полк, полковник Джонатан Уорд (502 чел.)
  - 22-й Континентальный полк, полковник Самуэль Уиллис (530 чел.)
- Бригада бр-генерала Джеймса Уодсворта
  - Батальон Сайллимана, полковник Голд Сайллиман[англ.] (415 чел.)
  - батальон Гая, полковник Фишер Гай (449 чел.)
  - Батальон Сажа, полковник Комфорт Саж (482 чел.)
  - Батальон Селдена, полковник Самуэль Селден
  - Батальон Дугласа, полковник Уильям Дуглас (506 чел.)
  - Батальон Честера, полковник Джон Честер (535 чел.)

### Дивизия Салливана
Командующий: генерал-майор Джон Салливан. Численность: 5688 чел. Стояла на Лонг-Айленде не левом фланге
Адъютант: майор Александр Скеммел
- Бригада бр-генерала лорда Стирлинга
  - 1-й Мэрилендский полк, полковник Уильям Смолвуд (400 чел.)
  - 1-й Делаверский полк, полковник Джон Хэзлет
  - Пенсильванский мушкетерский батальон, полковник Самуэль Этли (650 чел.)
  - Пенсильванское ополчение, подполковник Питер Кахлейн (200 чел.)
  - Пенсильванское ополчение, майор Уильям Хэй (200 чел.)
- Бригада бр-генерала Александра Макдугала
  - 1-й Нью-Йоркский пехотный полк, полковник Гуз ван Шайк (428 чел.)
  - 2-й Нью-Йоркский пехотный полк, полковник Рудольфус Ритзема (434 чел.)
  - 19-й Континентальный полк, полковник Чарльз Уэбб (542 чел.)
  - Инженерный полк (Artificers), полковник Джонатан Бревер (584 чел.)

### Дивизия Грина
Командующий генерал-майор Натаниель Грин. Численность: 3912 чел. 
- Бригада бр-генерала Джона Никсона (2318 чел.)
  - 1-й Пенсильванский пехотный полк, полковник Эдвард Хэнд (288 чел.)
  - 9-й Континентальный полк, полковник Джеймс Митчелл Варнум (391 чел.)
  - 11-й Континентальный полк, полковник Даниель Хитчхок
  - 4-й Континентальный полк, полковник Томас Никсон (419 чел.)
  - 7-й Континентальный полк, полковник Уильям Прескотт (399 чел.)
  - 12-й Континентальный полк, полковник Мосес Литтл (453 чел.)
- Бригада бр-генерала Натаниеля Херда
  - New Jersey State Troops, полковник Дэвид Форман (372 чел.)
  - Нью-Джерсийское ополчение, полковник Филип Джонстон (235 чел.)
  - Нью-Джерсийское ополчение, полковник Эфраим Мартин (382 чел.)
  - Нью-Джерсийское ополчение, полковник Сайлас Ньюкомб (336 чел.)
  - Нью-Джерсийское ополчение, полковник	Филип ван Кортланд[англ.] (269 чел.)

### Иные подразделения
- Бригада бр-генерала Оливера Уолкотта[англ.] (4200 чел.) Во время боя стояла на Манхэттене
  - 2-й полк Коннектикутского ополчения, подп. Джебез Томпсон (350 чел.)
  - 13-й полк Коннектикутского ополчения, полковник Бенжамин Хайнман (350 чел.)
  - 18-й полк Коннектикутского ополчения, полковник Джонатан Петтиборн (350 чел.)
  - 16-й полк Коннектикутского ополчения, полковник Джозеф Платт Кук (350 чел.)
  - 23-й полк Коннектикутского ополчения, полковник Мэтью Тэлкотт (350 чел.)
  - 22-й полк Коннектикутского ополчения, полковник Самуэль Чапман (350 чел.)
  - 10-й полк Коннектикутского ополчения, подп. Джонатан Болдуин (350 чел.)
  - 9-й полк Коннектикутского ополчения, подп. Джон Мид (350 чел.)
  - 4-й полк Коннектикутского ополчения, подп. Ичабод Льюис (350 чел.)
  - 19-й полк Коннектикутского ополчения, подп Джордж Питкин (350 чел.)
  - 15-й полк Коннектикутского ополчения, подп.Села Хет (350 чел.)
  - 1-й полк Коннектикутского ополчения, майор Роджер Ньюбери (350 чел.)
- Лонг-Айлендское ополчение, командир бр-генерал Натаниель Вудхалл[англ.]